# 王家賓 (光緒進士)
王家賓，江西省瑞州府高安縣人，清朝政治人物、同進士出身。

## 生平
光緒六年（1880年），参加庚辰科殿試，登進士三甲第94名。同年五月，著交吏部掣签，分发各省以知县即用。